# Apistogramma velifera
Apistogramma velifera és una espècie de peix de la família dels cíclids i de l'ordre dels cipriniformes que es troba a Sud-amèrica: conca del riu Orinoco a Veneçuela.